# Premier-Liha de 2008–09
A Premier-Liha de 2008–09 foi a décima oitava edição desde a sua criação. Teve como campeão o Dynamo Kyiv conquistando seu 13.º título na história.

## Estádios
| #  | Estádio                          | Capacidade | Equipe                   |
| -- | -------------------------------- | ---------- | ------------------------ |
| 1  | Tsentralnyi-Chornomorets Stadium | 34,362     | Chornomorets Odessa      |
| 2  | Dnipro Stadium                   | 31,003     | Dnipro Dnipropetrovsk    |
| 3  | Estádio Metalist                 | 30,133     | Metalist Kharkiv         |
| 4  | Metalurh Stadium                 | 29,783     | Kryvbas Kryvyi Rih       |
| 5  | Yuvileiny Stadium (Sumy)         | 29,300     | FC Kharkiv               |
| 6  | Ukraina Stadium                  | 28,051     | FC Karpaty Lviv FC Lviv  |
| 7  | RSK Olimpiyskiy                  | 25,831     | Shakhtar Donetsk         |
| 8  | Vorskla Stadium                  | 25,000     | Vorskla Poltava          |
| 9  | Stadium Meteor                   | 24,381     | Dnipro Dnipropetrovsk    |
| 10 | Avanhard Stadium                 | 22,320     | FC Zorya Luhansk         |
| 11 | Lokomotiv Stadium                | 19,978     | SC Tavriya Simferopol    |
| 12 | Estádio Olímpico de Kiev         | 16,873     | Dynamo Kyiv Arsenal Kiev |
| 13 | Illichivets Stadium              | 12,680     | FC Illichivets Mariupol  |
| 14 | Slavutych Arena                  | 11,983     | Metalurh Zaporizhya      |
| 15 | Avanhard Stadium                 | 11,574     | FC Lviv                  |
| 16 | Metalurh Stadium                 | 5,300      | Metalurg Donetsk         |